# Bible (sceneggiatura)

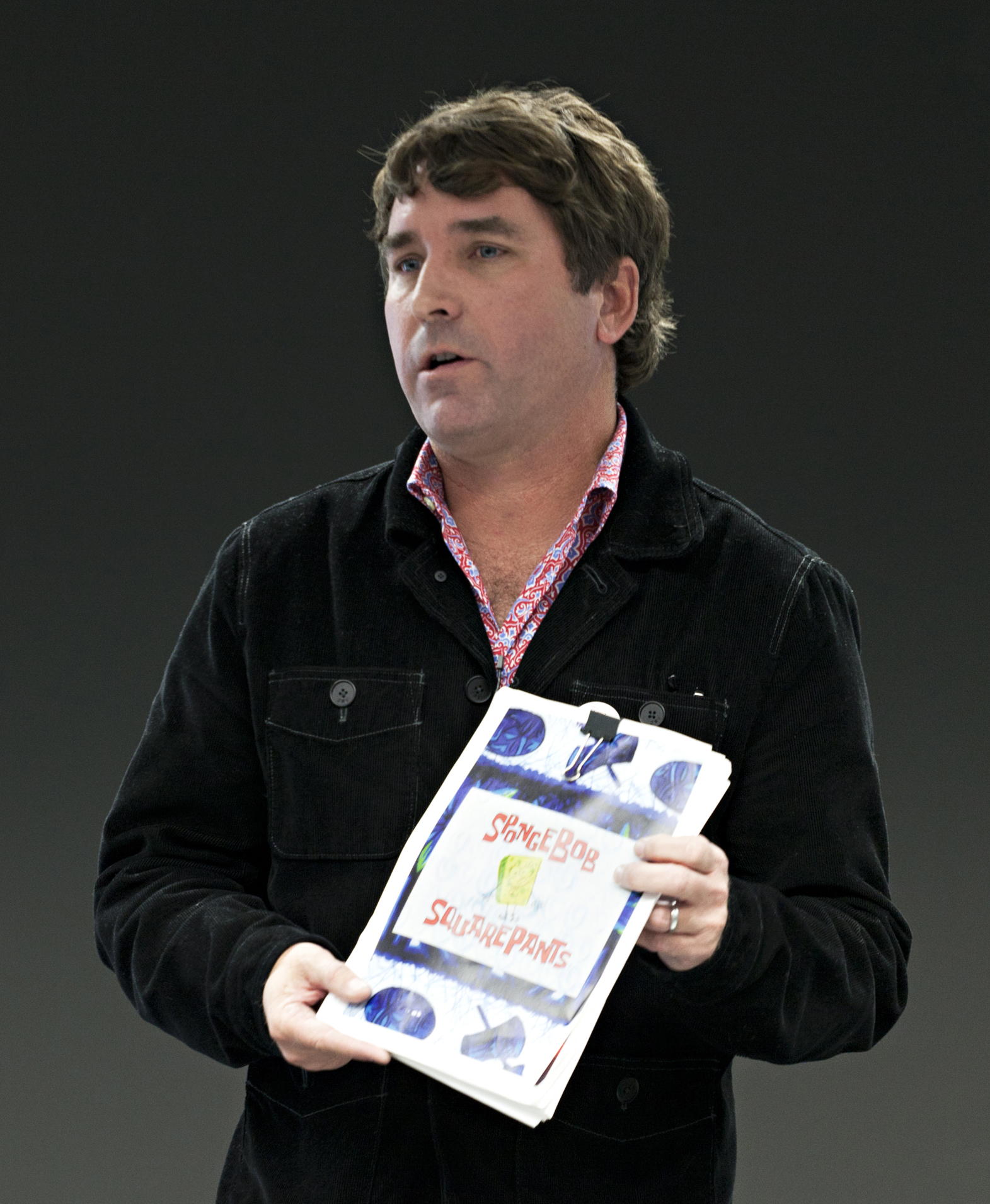
Il cartoonist Stephen Hillenburg mentre tiene una mano un bible della serie animata SpongeBob SquarePants

Un bible, noto anche come show bible o pitch bible, è un documento di riferimento usato dagli sceneggiatori per fornire indicazioni sui personaggi, ambientazioni e altri elementi di un lavoro televisivo o cinematografico.

## Tipologie
I Bible vengono aggiornati con le informazioni sui personaggi dopo che esse sono state stabilite sullo schermo. Per esempio, lo show bible di Frasier è "scrupolosamente mantenuto" e riflette ogni cosa decisa nella messa in onda — "il nome della madre di Frasier, il professore preferito di Niles, il bar preferito di Martin...addirittura una lista di [dozzine] di allergie alimentari di Maris". Il Bible aggiornato serve quindi come risorsa per gli scrittori per mantenere coerente tutto all'interno di una serie.
Altri Bible sono usati come documenti di vendita per aiutare un network televisivo o studio a capire una serie e talvolta vengono forniti ai nuovi sceneggiatori quando entrano a far parte dello staff di scrittura, per lo stesso motivo. Questi tipi di Bible discutono i retroscena dei personaggi principali e la storia dell'universo immaginario della serie.
Le serie televisive spesso si affidano agli assistenti degli sceneggiatori e ai coordinatori della sceneggiatura come "bible ambulanti" nel ricordare i dettagli di una serie.